# Cardioversione

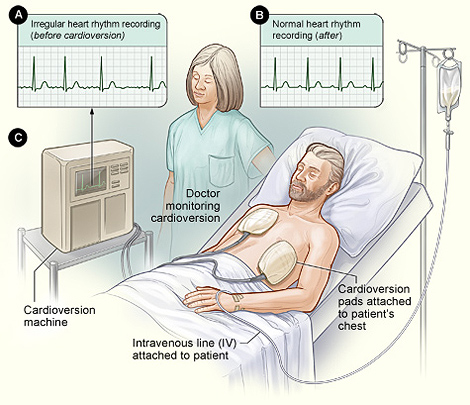
Configurazione tipica per una cardioversione non di emergenza. La Figura A mostra una registrazione del ritmo cardiaco irregolare (prima della cardioversione). La Figura B mostra una normale registrazione del ritmo cardiaco (dopo la cardioversione). La Figura C mostra il paziente disteso a letto con gli elettrodi per cardioversione attaccati al corpo. Il medico osserva attentamente la procedura.

La cardioversione è una procedura medica che si esegue in presenza di un'aritmia, al fine di ripristinare il normale ritmo cardiaco.
L'interruzione di alcuni tipi di aritmia può avvenire spontaneamente, entro poche ore dall'insorgenza; in tal caso si parla di cardioversione spontanea.
Se ciò non avviene, le procedure con cui si tenta il ripristino del ritmo sinusale sono:
- somministrazione di farmaci (cardioversione farmacologica);
- erogazione di impulsi elettrici (cardioversione elettrica).

## Cardioversione farmacologica
Questo procedimento comporta una relativa latenza di effetto, cioè prevede che tra la somministrazione del farmaco e la scomparsa dell'aritmia intercorra un certo periodo di tempo. Pertanto viene riservato alle aritmie ben tollerate, o per la benignità dell'aritmia stessa, o per le buone condizioni fisiche del paziente. Il farmaco, scelto in funzione del meccanismo che sostiene l'aritmia, può essere somministrato per via orale o per iniezione endovenosa, secondo dosaggi prestabiliti.

## Cardioversione elettrica
Se l'aritmia è pericolosa per la vita o produce una grave compromissione emodinamica (cioè determina un significativo indebolimento della funzione di pompa del cuore), si preferisce ricorrere all'applicazione di uno stimolo elettrico, in quanto l'effetto sul ripristino del ritmo sinusale è immediato.
Al cuore possono essere applicati stimoli elettrici ripetitivi, sotto forma di sequenze programmate: in tal caso si ricorre a defibrillatori cardiaci impiantabili. Oppure, se l'aritmia necessita di una scarica elettrica singola, si parla di cardioversione con shock. Nella pratica comune, la scarica elettrica può venire applicata in modo sincronizzato con l'attività ventricolare del paziente, come ad esempio per la fibrillazione atriale (in questo caso, poiché si tratta di pazienti coscienti, la procedura viene eseguita in anestesia generale) oppure in modo non sincronizzato (in casi di emergenza, come la fibrillazione ventricolare con paziente incosciente): in tal caso si parla di defibrillazione.